# Klein kokerbeertje
Het klein kokerbeertje (Eilema pygmaeola) is een vlinder uit de onderfamilie van de beervlinders (Arctiinae) en de familie van de spinneruilen (Erebidae). 

## Beschrijving
De voorvleugellengte bedraagt tussen de 10 en 15 millimeter. De grondkleur van de voorvleugels is meestal lichtgrijs of grijswit, maar ook gele exemplaren komen voor. De vleugels worden opgerold rond het lijf, zodat de vlinder eruitziet als een kokertje. De achtervleugel is lichtgekleurd, met langs de apex een duidelijke donkergrijze veeg.

## Waardplanten
Het klein kokerbeertje gebruikt mossen op stenen en paaltjes als waardplanten. De rups is te vinden van augustus tot in juni. De soort overwintert als rups.

## Voorkomen
De soort komt verspreid over de westelijke helft van het Palearctisch gebied voor.

### In Nederland en België
Het klein kokerbeertje is in Nederland een gewone soort in de duinen en op de Waddeneilanden, daarbuiten zeldzaam. In België is de soort zeldzaam, en ook alleen bekend uit de kuststreek. De vlinder kent één generatie die vliegt van juni tot en met augustus.